# Dialiinae
Dialiinae es una subtribu de plantas perteneciente a la subfamilia Caesalpinioideae de las leguminosas (Fabaceae). El género tipo es: Dialium L.

## Géneros
- Androcalymma - Apuleia - Baudouinia - Dialium - Dicorynia - Distemonanthus - Eligmocarpus - Kalappia - Koompassia - Martiodendron - Mendoravia - Storckiella - Zenia